# حواس (اسم)
حواس هو اسم علم مذكر من أصل عربي، ومعناه هو شديد الإحساس.

## شخصيات تحمل الاسم
- حواس عكيد

## وصلات خارجية
- موسوعة السلطان قابوس لأسماء العرب نسخة محفوظة 5 أبريل 2019 على موقع واي باك مشين.